# Miami Open 2014 - Qualificazioni singolare femminile
Le qualificazioni del singolare femminile del Miami Open 2014 sono state un torneo di tennis preliminare per accedere alla fase finale della manifestazione. I vincitori dell'ultimo turno sono entrati di diritto nel tabellone principale. In caso di ritiro di uno o più giocatori aventi diritto a questi sono subentrati i lucky loser, ossia i giocatori che hanno perso nell'ultimo turno ma che avevano una classifica più alta rispetto agli altri partecipanti che avevano comunque perso nel turno finale.

## Giocatrici

### Teste di serie
1. Jana Čepelová (ultimo turno, Lucky loser)
2. Camila Giorgi (primo turno)
3. Johanna Larsson (ultimo turno)
4. Shahar Peer (Qualificata)
5. Virginie Razzano (Qualificata)
6. Patricia Mayr-Achleitner (Qualificata)
7. Mirjana Lučić-Baroni (ultimo turno)
8. Julia Görges (ultimo turno)
9. Julia Glushko (primo turno)
10. Petra Cetkovská (ultimo turno)
11. Kimiko Date-Krumm (Qualificata)
12. Alison Van Uytvanck (primo turno)

1. Ol'ga Govorcova (Qualificata)
2. Anabel Medina Garrigues (primo turno)
3. Katarzyna Piter (Qualificata)
4. Sharon Fichman (ultimo turno)
5. Petra Martić (primo turno)
6. Teliana Pereira (primo turno)
7. Misaki Doi (primo turno)
8. Estrella Cabeza Candela
9. Mandy Minella (primo turno)
10. Donna Vekić (Qualificata)
11. Nadežda Kičenok (Qualificata)
12. Tímea Babos (primo turno)

### Qualificate
1. Kiki Bertens
2. Zarina Dijas
3. Donna Vekić
4. Shahar Peer
5. Virginie Razzano
6. Patricia Mayr-Achleitner

1. Nadežda Kičenok
2. Ol'ga Govorcova
3. Katarzyna Piter
4. Estrella Cabeza Candela
5. Kimiko Date-Krumm
6. Coco Vandeweghe

### Lucky loser
1. Jana Čepelová

## Tabellone qualificazioni

### Legenda
| - Q = Qualificato - WC = Wild card - LL = Lucky loser | - ALT = Alternate - SE = Special Exempt - PR = Protected Ranking | - w/o = Walkover - r = Ritirato - d = Squalificato |

### 1ª sezione
|  | Primo turno | Primo turno       | Primo turno | Primo turno | Primo turno |  |  | Ultimo turno | Ultimo turno  | Ultimo turno  | Ultimo turno | Ultimo turno |  |
|  |             |                   |             |             |             |  |  |              |               |               |              |              |  |
|  | 1           | Jana Čepelová     | 3           | 6           | 6           |  |  |              |               |               |              |              |  |
|  |             | Andrea Hlaváčková | 6           | 4           | 3           |  |  | 1            | Jana Čepelová | Jana Čepelová | 4            | 4            |  |
|  |             | Kiki Bertens      | 4           | 6           | 6           |  |  |              | Kiki Bertens  | Kiki Bertens  | 6            | 6            |  |
|  | 17          | Petra Martić      | 6           | 3           | 4           |  |  |              |               |               |              |              |  |

### 2ª sezione
|  | Primo turno | Primo turno   | Primo turno | Primo turno | Primo turno |  |  | Ultimo turno | Ultimo turno  | Ultimo turno  | Ultimo turno | Ultimo turno |  |
|  |             |               |             |             |             |  |  |              |               |               |              |              |  |
|  | 2           | Camila Giorgi | 67          | 6           | 1           |  |  |              |               |               |              |              |  |
|  |             | Zarina Dijas  | 7           | 3           | 6           |  |  |              | Zarina Dijas  | Zarina Dijas  | 7            | 6            |  |
|  | WC          | Varvara Flink | 6           | 4           | 6           |  |  | WC           | Varvara Flink | Varvara Flink | 5            | 1            |  |
|  | 19          | Misaki Doi    | 4           | 6           | 3           |  |  |              |               |               |              |              |  |

### 3ª sezione
|  | Primo turno | Primo turno      | Primo turno      | Primo turno | Primo turno |  |  | Ultimo turno | Ultimo turno    | Ultimo turno    | Ultimo turno | Ultimo turno |  |
|  |             |                  |                  |             |             |  |  |              |                 |                 |              |              |  |
|  | 3           | Johanna Larsson  | Johanna Larsson  | 6           | 6           |  |  |              |                 |                 |              |              |  |
|  | WC          | İpek Soylu       | İpek Soylu       | 1           | 4           |  |  | 3            | Johanna Larsson | Johanna Larsson | 1            | 1            |  |
|  |             | Alla Kudrjavceva | Alla Kudrjavceva | 3           | 5           |  |  | 22           | Donna Vekić     | Donna Vekić     | 6            | 6            |  |
|  | 22          | Donna Vekić      | Donna Vekić      | 6           | 7           |  |  |              |                 |                 |              |              |  |

### 4ª sezione
|  | Primo turno | Primo turno     | Primo turno     | Primo turno | Primo turno |  |  | Ultimo turno | Ultimo turno    | Ultimo turno    | Ultimo turno | Ultimo turno |  |
|  |             |                 |                 |             |             |  |  |              |                 |                 |              |              |  |
|  | 4           | Shahar Peer     | Shahar Peer     | 6           | 6           |  |  |              |                 |                 |              |              |  |
|  |             | Tadeja Majerič  | Tadeja Majerič  | 3           | 2           |  |  | 4            | Shahar Peer     | Shahar Peer     | 6            | 6            |  |
|  |             | Luksika Kumkhum | Luksika Kumkhum | 6           | 6           |  |  |              | Luksika Kumkhum | Luksika Kumkhum | 2            | 1            |  |
|  | 24          | Tímea Babos     | Tímea Babos     | 2           | 4           |  |  |              |                 |                 |              |              |  |

### 5ª sezione
|  | Primo turno | Primo turno      | Primo turno      | Primo turno | Primo turno |  |  | Ultimo turno | Ultimo turno     | Ultimo turno | Ultimo turno | Ultimo turno |  |
|  |             |                  |                  |             |             |  |  |              |                  |              |              |              |  |
|  | 5           | Virginie Razzano | Virginie Razzano | 6           | 6           |  |  |              |                  |              |              |              |  |
|  | WC          | Naiktha Bains    | Naiktha Bains    | 3           | 3           |  |  | 5            | Virginie Razzano | 4            | 6            | 6            |  |
|  |             | Hsieh Su-wei     | Hsieh Su-wei     | 6           | 6           |  |  |              | Hsieh Su-wei     | 6            | 3            | 4            |  |
|  | 18          | Teliana Pereira  | Teliana Pereira  | 2           | 2           |  |  |              |                  |              |              |              |  |

### 6ª sezione
|  | Primo turno | Primo turno              | Primo turno              | Primo turno | Primo turno |  |  | Ultimo turno | Ultimo turno             | Ultimo turno | Ultimo turno | Ultimo turno |  |
|  |             |                          |                          |             |             |  |  |              |                          |              |              |              |  |
|  | 6           | Patricia Mayr-Achleitner | Patricia Mayr-Achleitner | 6           | 7           |  |  |              |                          |              |              |              |  |
|  |             | Magda Linette            | Magda Linette            | 1           | 65          |  |  | 6            | Patricia Mayr-Achleitner | 6            | 5            | 6            |  |
|  |             | Nastassja Burnett        | 6                        | 2           | 6           |  |  |              | Nastassja Burnett        | 1            | 7            | 2            |  |
|  | 21          | Mandy Minella            | 4                        | 6           | 3           |  |  |              |                          |              |              |              |  |

### 7ª sezione
|  | Primo turno | Primo turno           | Primo turno           | Primo turno | Primo turno |  |  | Ultimo turno | Ultimo turno         | Ultimo turno | Ultimo turno | Ultimo turno |  |
|  |             |                       |                       |             |             |  |  |              |                      |              |              |              |  |
|  | 7           | Mirjana Lučić-Baroni  | Mirjana Lučić-Baroni  | 6           | 6           |  |  |              |                      |              |              |              |  |
|  |             | Melanie Oudin         | Melanie Oudin         | 1           | 3           |  |  | 7            | Mirjana Lučić-Baroni | 1            | 7            | 3            |  |
|  | WC          | Anastasija Pivovarova | Anastasija Pivovarova | 0           | 1           |  |  | 23           | Nadežda Kičenok      | 6            | 5            | 6            |  |
|  | 23          | Nadežda Kičenok       | Nadežda Kičenok       | 6           | 6           |  |  |              |                      |              |              |              |  |

### 8ª sezione
|  | Primo turno | Primo turno               | Primo turno     | Primo turno | Primo turno |  |  | Ultimo turno | Ultimo turno    | Ultimo turno    | Ultimo turno | Ultimo turno |  |
|  |             |                           |                 |             |             |  |  |              |                 |                 |              |              |  |
|  | 8           | Julia Görges              | 6               | 3           | 7           |  |  |              |                 |                 |              |              |  |
|  |             | Michelle Larcher de Brito | 2               | 6           | 6           |  |  | 8            | Julia Görges    | Julia Görges    | 63           | 2            |  |
|  |             | Shelby Rogers             | Shelby Rogers   | 2           | 1           |  |  | 13           | Ol'ga Govorcova | Ol'ga Govorcova | 7            | 6            |  |
|  | 13          | Ol'ga Govorcova           | Ol'ga Govorcova | 6           | 6           |  |  |              |                 |                 |              |              |  |

### 9ª sezione
|  | Primo turno | Primo turno        | Primo turno      | Primo turno | Primo turno |  |  | Ultimo turno | Ultimo turno     | Ultimo turno | Ultimo turno | Ultimo turno |  |
|  |             |                    |                  |             |             |  |  |              |                  |              |              |              |  |
|  | 9           | Julia Glushko      | Julia Glushko    | 1           | 5           |  |  |              |                  |              |              |              |  |
|  | WC          | Irina Chromačëva   | Irina Chromačëva | 6           | 7           |  |  | WC           | Irina Chromačëva | 6            | 5            | 3r           |  |
|  |             | Michaëlla Krajicek | 5                | 6           | 4           |  |  | 15           | Katarzyna Piter  | 2            | 7            | 4            |  |
|  | 15          | Katarzyna Piter    | 7                | 1           | 6           |  |  |              |                  |              |              |              |  |

### 10ª sezione
|  | Primo turno | Primo turno             | Primo turno             | Primo turno | Primo turno |  |  | Ultimo turno | Ultimo turno            | Ultimo turno            | Ultimo turno | Ultimo turno |  |
|  |             |                         |                         |             |             |  |  |              |                         |                         |              |              |  |
|  | 10          | Petra Cetkovská         | Petra Cetkovská         | 6           | 6           |  |  |              |                         |                         |              |              |  |
|  |             | Mariana Duque Mariño    | Mariana Duque Mariño    | 2           | 3           |  |  | 10           | Petra Cetkovská         | Petra Cetkovská         | 4            | 4            |  |
|  |             | Chan Yung-jan           | Chan Yung-jan           | 3           | 67          |  |  | 20           | Estrella Cabeza Candela | Estrella Cabeza Candela | 6            | 6            |  |
|  | 20          | Estrella Cabeza Candela | Estrella Cabeza Candela | 6           | 7           |  |  |              |                         |                         |              |              |  |

### 11ª sezione
|  | Primo turno | Primo turno             | Primo turno | Primo turno | Primo turno |  |  | Ultimo turno | Ultimo turno      | Ultimo turno | Ultimo turno | Ultimo turno |  |
|  |             |                         |             |             |             |  |  |              |                   |              |              |              |  |
|  | 11          | Kimiko Date-Krumm       | 6           | 2           | 7           |  |  |              |                   |              |              |              |  |
|  |             | Anna Tatišvili          | 4           | 6           | 64          |  |  | 11           | Kimiko Date-Krumm | 7            | 4            | 6            |  |
|  | WC          | Françoise Abanda        | 3           | 6           | 6           |  |  | WC           | Françoise Abanda  | 64           | 6            | 4            |  |
|  | 14          | Anabel Medina Garrigues | 6           | 1           | 2           |  |  |              |                   |              |              |              |  |

### 12ª sezione
|  | Primo turno | Primo turno         | Primo turno         | Primo turno | Primo turno |  |  | Ultimo turno | Ultimo turno    | Ultimo turno    | Ultimo turno | Ultimo turno |  |
|  |             |                     |                     |             |             |  |  |              |                 |                 |              |              |  |
|  | 12          | Alison Van Uytvanck | Alison Van Uytvanck | 62          | 64          |  |  |              |                 |                 |              |              |  |
|  |             | Coco Vandeweghe     | Coco Vandeweghe     | 7           | 7           |  |  |              | Coco Vandeweghe | Coco Vandeweghe | 6            | 6            |  |
|  |             | Maryna Zanevs'ka    | Maryna Zanevs'ka    | 4           | 1           |  |  | 16           | Sharon Fichman  | Sharon Fichman  | 4            | 3            |  |
|  | 16          | Sharon Fichman      | Sharon Fichman      | 6           | 6           |  |  |              |                 |                 |              |              |  |